# Doreen Ingrams
Doreen Constance Ingrams (* 24. Januar 1906 als Doreen Constance Shortt in Kensington, London; † 25. Juli 1997 in Ashford, Kent) war eine britische Autorin, Herausgeberin und frühere Schauspielerin, die in den 1930er und 1940er Jahren in der heute zu Jemen gehörenden Region Hadramaut lebte und ethnographische Forschungen betrieb.

## Leben
Doreen Shortt kam 1906 als jüngste Tochter des Politikers Edward Shortt (1862–1935) und dessen Ehefrau Isabella Stewart Shortt, geb. Scott, im Londoner Stadtteil Kensington zur Welt. Sie wurde von einer Gouvernante erzogen und besuchte eine lokale Schole in ihrem Heimatbezirk, bildete sich aber in vielen Bereichen hauptsächlich autodidaktisch fort. Noch als Jugendliche begann sie eine Laufbahn als Schauspielerin und erarbeitete sich, trotz fehlender formeller Ausbildung, bald ein gewisses Renommee. Zunächst arbeitete sie für diverse tourende Schauspielgruppen, darunter jene von Micheál Mac Liammóir, aber auch die von Johnston Forbes-Robertson. Ihre Spezialität waren Shakespeare-Rollen. Später kehrte sie dauerhaft nach London zurück, um dort von Edith Evans zu lernen und Theater zu spielen. Eine enge Freundschaft begründete sie in dieser Zeit mit Peggy Ashcroft. 1930 heiratete sie den Kolonialbeamten William Harold Ingrams (1897–1973) und zog mit ihm nach Mauritius, wo dieser zu jener Zeit in der Kolonialverwaltung angestellt war. Gelangweilt vom öden Alltag, begann sie bald, arabisch zu lernen. Parallel übersetzte sie ein damals bereits gut 200 Jahre altes Überblickswerk über die Geschichte der Insel von Charles Grant, Vicomte de Vaux aus dem Französischen ins Englische.
1934 wurde ihr Ehemann in die Kolonie Aden versetzt, wohin ihm Ingrams nachfolgte. In den nächsten Jahren begleitete sie ihn auf seinen Reisen durch die Kolonie, die sie insbesondere in die abgeschiedene Region Hadramaut führten, die zum britischen Protektorat Aden gehörte. In dieser Zeit betrieb das Ehepaar ethnologische Feldforschung unter den Einwohnern dieser Region. Als Frau war es ihr möglich, im Gegensatz zu ihrem Ehemann diese Forschung auch im Harem, dem traditionell nur den Frauen zugänglichen Bereichen des arabischen Haushalts, zu betreiben. Als wahrscheinlich erste Europäerin besuchte sie die Städte Sai'ūn und Tarim. Nebenbei assistierte sie ihrem Ehemann auch bei administrativen und politischen Aufgaben; unter anderem machte sie sich unter den Frauen, die sie besuchte, für den sogenannten „Ingram’s Peace“ stark, ein von ihrem Ehemann verhandelter Friedensschluss zwischen mehreren verfeindeten Stämmen. Die Hoffnung war, dass die Frauen dann auch ihre Ehemänner von diesem Frieden überzeugen würden. Zusätzlich war Ingrams karitativ tätig: Unter anderem initiierte sie eine Schule für Beduinenmädchen und eine Blindenschule. Während einer Dürre 1943/1944 gründete sie ferner ein Krankenhaus in der Stadt al-Mukalla und ein Waisenkinderdorf. Fernere Reisen in dieser Zeit führten sie gemeinsam mit ihrem Ehemann nach Äthiopien, Java und British Malaya.
1944 kehrte Ingrams nach England zurück und arbeitete in den nächsten Jahren für das 1946 gegründete staatliche Central Office of Information, in dessen Auftrag sie Vorträge über die Arabische Halbinsel und insbesondere die Region Hadramaut gab. 1949 veröffentlichte sie unter dem Titel Survey of Social and Economic Conditions in the Aden Protectorate die Ergebnisse ihrer früheren Feldforschung. Dieses Buch erweiterte die früheren Berichte, die ihr Ehemann unter ihrer Mithilfe für die britische Regierung vor Ort verfasst hatte und die 1935 unter dem Titel Report on the Social, Economic and Political Condition of Hadhramaut publiziert worden waren. Zwischen 1956 und 1967 war sie dann als Programmkoordinatorin für BBC Arabic, den Auslandsdienst der British Broadcasting Corporation für den Nahen Osten und Nordafrika, tätig. In dieser Zeit kehrte sie für einen Besuch nach Hadramaut zurück. Zudem unterstützte sie lange Zeit den Förderverein Friends of Hadhramaut und war Gründerin des Council for the Advancement of Arab–British Understanding, das sich für bessere Beziehungen zwischen dem Vereinigten Königreich und der arabischen Welt einsetzte. 1970 veröffentlichte sie unter dem Titel A Time in Arabia ihre Memoiren. Gemeinsam mit ihrer Tochter Leila gab sie 1993 ferner die 16-bändige Quellenedition Records of Yemen, 1798–1960 heraus.
Bereits seit ihrer Kindheit vertrat Ingrams linksgerichtete politische Positionen; die Lektüre von Tolstoi soll sie zu ersten egalitären Ansichten inspiriert haben. Vertieft wurden diese Haltungen während ihrer Zeit als Schauspielerin, denn auf den Tourneen ihrer Schauspielgruppe sah sie häufig das Leid der Arbeiterschicht in Großbritannien aus erster Hand. In dieser Zeit begann sie auch antiimperialistische Positionen zu vertreten, die sie auch nach ihrer Heirat mit einem Kolonialbeamten und während ihres Lebens in den britischen Kolonien beibehielt. So lehnte sie beispielsweise den britischen Kolonialismus in Arabien grundsätzlich als falsch ab. Später proklamierte sie, die Dekolonisation der arabischen Welt hätte mindestens zehn Jahre früher stattfinden müssen. Besonders nach ihrer Rückkehr nach England vertrat sie öffentlich auch Ansichten in diversen anderen Sachfragen; unter anderem unterstützte sie im Nahostkonflikt die Positionen der Palästinenser, lehnte als Unterstützerin Nassers die britische Einmischung in den Suezkanal während der Suezkrise ab und kritisierte ebenso das System der Apartheid in Südafrika. Zum Nahostkonflikt gab sie 1972 eine Quellenedition mit dem Titel Palestine Papers: 1917-1922: Seeds of Conflict heraus.
Doreen und William Harold Ingrams hatten mit Leila eine leibliche Tochter und adoptierten ferner 1937 ein arabisches Mädchen. Gemeinsam mit ihrem Ehemann erhielt sie für ihr Werk 1939 die Lawrence of Arabia Medal der Royal Central Asian Society und 1940 die Founder’s Medal der Royal Geographical Society. 1993 wurde sie von der Royal Asiatic Society mit der Richard Burton Memorial Medal ausgezeichnet. Ingrams starb 1997 plötzlich im Alter von 91 Jahren in einem Krankenhaus in Ashford, Kent. Die Royal Asiatic Society gedachte ihr mit einem Gedenkvortrag.

## Werke
Monografien
- A Survey of Social and Economic Conditions in the Aden Protectorate. Government Printer, Asmara 1949.
- A Time in Arabia. John Murray, London 1970, ISBN 0-7195-2050-9.

Herausgeberschaften
- Palestine Papers: 1917-1922: Seeds of Conflict. John Murray, London 1972, ISBN 0-7195-2638-8.
- mit Leila Ingrams: Records of Yemen, 1798-1960. 16 Bände. Archive Editions, Slough 1993.